# السياحة في الأحياء الفقيرة

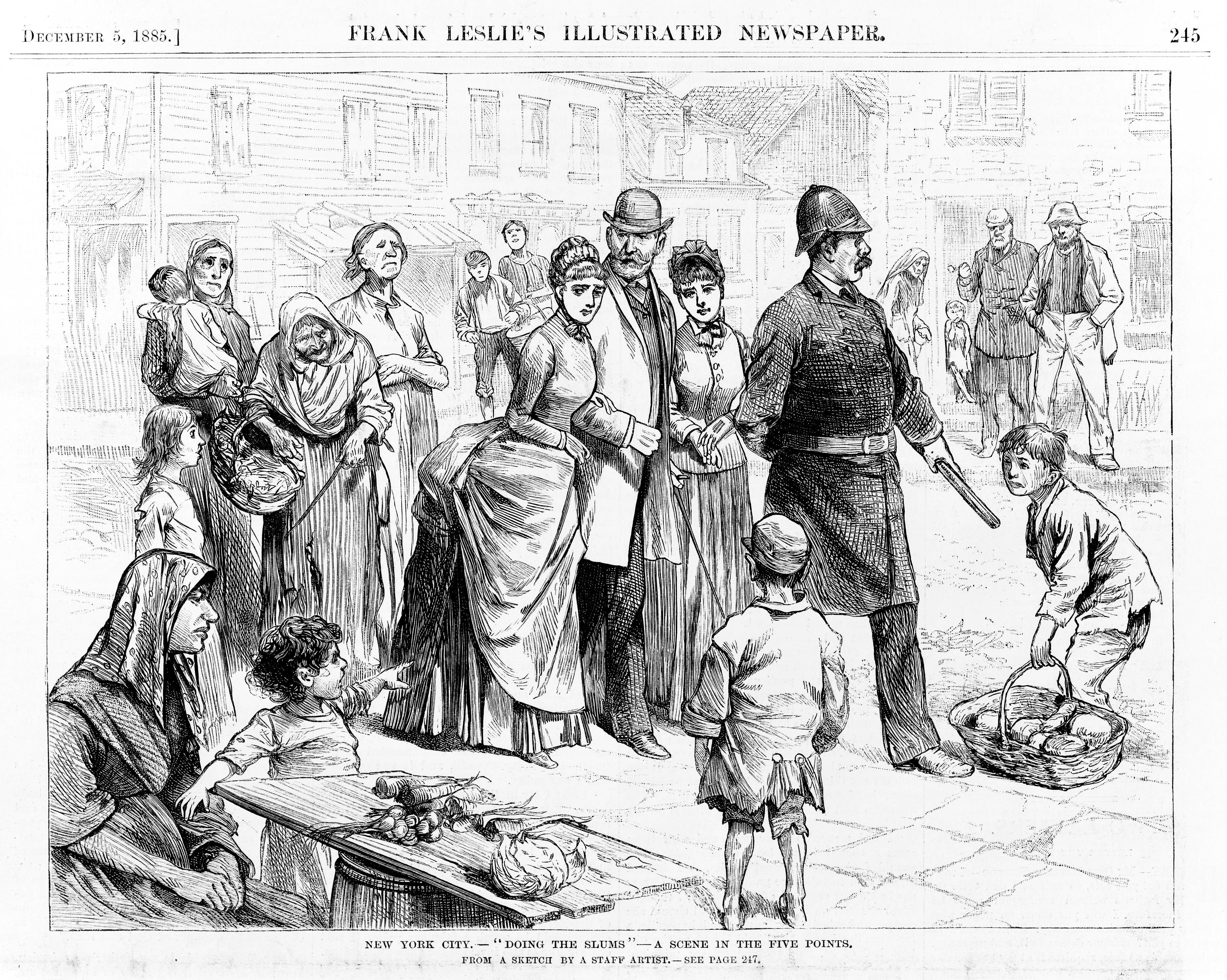
لوحة تصور السياحة في الأحياء الفقيرة بحي مانهاتن في نيويورك عام 1885.

السياحة في الأحياء الفقيرة (بالإنجليزية:Slum tourism) هو نوع من السياحة التي تركز على زيارة المناطق الفقيرة في دولة ما. ظهر هذا النوع من السياحة لأول مره في الأحياء الفقيرة في لندن ومانهاتن في القرن التاسع عشر، أما الآن أصبح هذا النوع من السياحة منتشر على في العديد من الدول مثل جنوب أفريقيا والهند والبرازيل وكينيا واندونيسيا وفي مدينة ديترويت الأمريكية وغيرها.